# Rågö
Rågö este o arie protejată (arie specială de conservare — SAC, sit de importanță comunitară — SCI, arie de protecție specială avifaunistică — SPA) din Suedia întinsă pe o suprafață de 1.559,6 ha, integral pe uscat.

## Localizare
Centrul sitului Rågö este situat la coordonatele 58°43′02″N 17°20′18″E / 58.7171°N 17.3382°E.

## Înființare
Situl Rågö a fost declarat sit de importanță comunitară în decembrie 1998 pentru a proteja 5 specii de animale. Alte tipuri de protecție:
- arie de protecție specială avifaunistică (în decembrie 1998)[2]
- arie specială de conservare (în martie 2011)[1][3][4]

## Biodiversitate
Situată în ecoregiunile boreală și marină baltică, aria protejată conține 13 habitate naturale: Lagune de coastă, Insulițe și insule mici din Baltica boreală, Roci stâncoase cu vegetație pionieră de Sedo-Scleranthion sau Sedo albi-Veronicion dillenii, Mlaștini împădurite, Terase mlăștinoase și terase nisipoase neacoperite de apă la reflux, Pășuni de coastă din Baltica boreală, Pășuni din zone de pădure fino-scandinave, Păduri caducifoliate de mlaștină fino-scandinave, Pajiști fino-scandinave uscate până la mezice, bogate în specii de altitudine mică, Fânețe de joasă altitudine (Alopecurus pratensis, Sanguisorba officinalis), Recifuri, Golfuri mici largi și golfuri puțin adânci, Taiga vestică.
La baza desemnării sitului se află mai multe specii protejate:
- păsări (4): ferestraș mic (Mergus albellus), pescăriță mare (Sterna caspia), chiră de baltă (Sterna hirundo), Sterna paradisaea
- mamifere (1): Halichoerus grypus